# Abd-adh-Dhàhir (nom)
Abd-adh-Dhàhir és un nom masculí teòfor àrab islàmic (àrab: عبد الظاهر, ʿAbd aẓ-Ẓāhir) que literalment significa ‘Servidor de l'Aparent’ o ‘Servidor del Visible’, essent ‘l'Aparent’ o ‘el Visible’ un dels epítets de Déu. Si bé Abd-adh-Dhàhir és la transcripció normativa en català del nom en àrab clàssic, també se'l pot trobar transcrit Abdul Dhahir, ‘Abdul Dhahier... normalment per influència de la pronunciació dialectal o seguint altres criteris de transliteració. Com a teòfor, també el duen molts musulmans no arabòfons que l'han adaptat a les característiques fòniques i gràfiques de la seva llengua.
Vegeu aquí personatges i llocs que duen aquest nom.